# 田中藤次郎

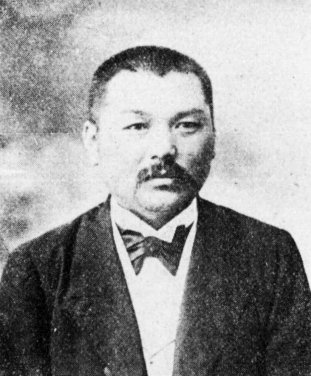
田中藤次郎

田中 藤次郎（たなか とうじろう、元治元年2月12日（1864年3月19日） - 明治43年（1910年）5月16日）は、衆議院議員（立憲政友会）、弁護士。

## 経歴
陸奥国津軽郡樽沢村（現在の青森市）出身。青森県師範学校を卒業し、小学校の訓導を務めた。その後、訓導を辞して上京し、1886年（明治19年）に明治法律学校（現在の明治大学）に入学。1888年（明治21年）に卒業し、代言人の資格を得て、青森に弁護士事務所を開いた。
1895年（明治28年）、青森県会議員に当選。さらに県参事会員や青森市会議員も歴任した。1901年（明治34年）には青森商業会議所特別会員に選出された。
1902年（明治35年）、第7回衆議院議員総選挙に出馬し、当選。3回連続当選を果たした。